# Präsidentschaftswahl in Turkmenistan 2012

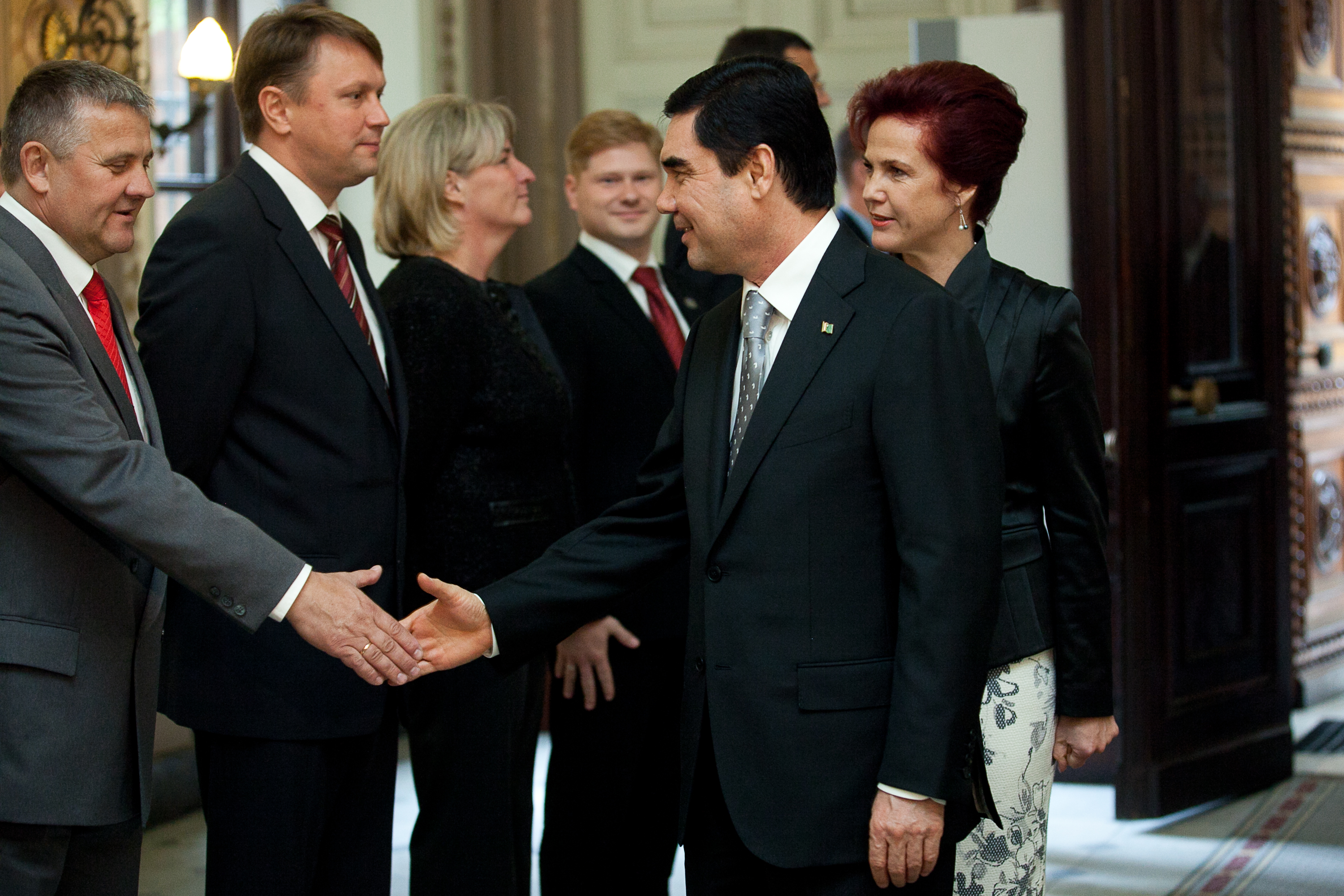
Präsident Gurbanguly Berdimuhamedow bei einer Auslandsreise nach Lettland im Jahr 2012

Die Präsidentschaftswahl in Turkmenistan 2012 wurde am 12. Februar 2012 abgehalten. In dem autoritär geführten Land konnte sich Gurbanguly Berdimuhamedow als amtierender turkmenischer Präsident erwartungsgemäß eindeutig durchsetzen und somit eine zweite, fünfjährige Amtszeit gewinnen.

## Wahlsystem
Die Präsidentschaftswahl in Turkmenistan wird in Form einer landesweiten Mehrheitswahl durchgeführt. Dabei benötigt ein Kandidat eine absolute Mehrheit von mindestens 50 % der abgegebenen Stimmen, um in das Amt des Präsidenten einziehen zu dürfen. Gelingt dies keinem der Kandidaten, ist binnen einer Frist von zwei Wochen nach dem ersten Wahlgang eine Stichwahl zwischen den beiden erfolgreichsten Kandidaten des ersten Wahlgang vorgesehen. Das Stimmrecht galt für turkmenische Staatsbürger, die zum Zeitpunkt der Wahl mindestens 18 Jahre alt waren, wobei unter anderem Häftlinge und Menschen mit einer psychischen Störung vom Stimmrecht ausgenommen waren. Voraussetzungen für Kandidaten war ein Alter zwischen 40 und 70 Jahren, der Nachweis eines permanenten Wohnsitzes in Turkmenistan über einen Zeitraum von mindestens 15 Jahren und eine frühere berufliche Tätigkeit im Öffentlichen Dienst oder bei staatlichen Unternehmen oder Organisationen. Die Nominierung von Kandidaten konnte erstens durch eine politische Partei auf einem Parteitag beschlossen werden. Zweitens konnten registrierte öffentliche Verein und Organisationen Kandidaten nominieren und drittens hatten Wählergruppen das Recht einen gemeinsamen Kandidaten vorzuschlagen, der mindestens 10.000 Unterschriften von Unterstützern vorweisen musste.

## Hintergrund
Die Präsidentschaftswahl wurde im August 2011 vom turkmenischen Parlament auf den 12. Februar 2012 terminiert. Dem zweiten Präsidenten in der Geschichte des unabhängigen Staates Turkmenistan, Berdimuhamedow, war es während seiner ersten Amtszeit, die mit der Präsidentschaftswahl in Turkmenistan 2007 nach dem Tod des langjährigen Präsidenten Saparmyrat Nyýazow begonnen hatte, gelungen, seine Macht zu festigen und sich als neues Staatsoberhaupt zu etablieren. Auf Grund dieser gefestigten Machtposition gingen im Vorfeld der Wahl sämtliche Experten und Beobachter von einem unangefochtenen Sieg Berdimuhamedows aus. Die Ankündigungen des Präsidenten, Reformen und einen Prozess der Demokratisierung einzuleiten, fanden kaum politischen Niederschlag in Form von konkreten Maßnahmen. Einige kosmetische Veränderungen des Wahlrechts wurden unter anderem von der Organisation für Sicherheit und Zusammenarbeit in Europa (OSZE) gelobt, hatten aber keinen signifikanten Einfluss auf die Situation in Turkmenistans. Die Möglichkeiten der Partizipation waren durch das politische Klima in Turkmenistan stark eingeschränkt. Grundrechte wie die Meinungsfreiheit und die Versammlungsfreiheit waren de facto nicht gegeben, Oppositionelle wurden unterdrückt und agierten nahezu ausschließlich aus dem Ausland. Die einzige Partei des Landes war zum Zeitpunkt der Wahl die Demokratische Partei Turkmenistans, sodass diese auch bei der Aufstellung des Kandidatenfelds für die Präsidentschaftswahl großen Einfluss hatte. Die Unterstützung des Präsidenten durch die staatlichen Behörden und die Medien trug zu dessen dominanter Stellung bei.

## Parteien und Kandidaten
Vor der Wahl formierte sich ein Kandidatenfeld aus insgesamt acht Bewerbern, Berdimuhamedow eingeschlossen. Die Zahl der Bewerber war die größte in der Geschichte Turkmenistans und die Wahl 2012 überhaupt erst die zweite Präsidentschaftswahl in Turkmenistan mit mehr als einem Kandidaten. Sämtliche Gegenkandidaten zu Berdimuhamedow waren Mitglied der Demokratischen Partei Turkmenistans und unterstützten den Präsidenten und seinen politischen Kurs. Der zahlenmäßige Zuwachs des Bewerberfelds entsprach daher nicht einem Zuwachs an Demokratie oder Pluralismus. Die Kandidaten bei der Präsidentschaftswahl waren:
- Amtsinhaber Gurbanguly Berdimuhamedow
- Rejep Bazarow, stellvertretender Gouverneur von Daşoguz welaýaty
- Kakageldi Abdullaýew, Gouverneur des Distrikts Türkmenbaşy
- Gurbanmämmet Mollaniýazow, Manager des staatlichen Ölunternehmens Türkmennebit
- Annageldi Orazberdiýewiç Ýazmyradow, Minister für Wasser
- Esendurdy Gaýypow, Leiter der Produktionsgesellschaft in Lebap welaýaty
- Saparmyrat Batyrow, Leiter einer Textilfabrik
- Ýarmuhammet Orazgulyýew, stellvertretender Minister für Energie und Industrie

## Wahlkampf
Auf Grund des homogenen Bewerberfelds und des niedrigen Bekanntheitsgrads der Kandidaten waren die Voraussetzungen für einen demokratischen Wahlkampf nicht gegeben. Größere politische Veranstaltungen und Versammlungen waren auf Grund rechtlicher Einschränkungen nicht möglich, sodass sich das Wahlkampfgeschehen auf zentral organisierte Veranstaltungen mit einem der Kandidaten und einer Gruppe von Wählern in geschlossenen Räumen beschränkte. Debatten oder Kontroversen entstanden im Vorfeld der Wahl nicht, insgesamt war der Wahlkampf in der Öffentlichkeit nicht sichtbar und wurde kaum wahrgenommen. Da alle Kandidaten ihre Unterstützung für den Amtsinhaber Berdimuhamedow äußerten, war der Ausgang der Wahl bereits weit vor dem Wahltag abzusehen.

## Ergebnis
Am 17. Februar 2012 gab die Zentrale Wahlkommission das Ergebnis der Wahl bekannt. Demnach lag die Wahlbeteiligung bei 96,7 %, in absoluten Zahlen hatten 2.888.887 Turkmenen ihre Stimme abgegeben. Mit 97,14 % der abgegebenen Stimmen wurde Präsident Berdimuhamedow in seinem Amt bestätigt. Aus dem übrigen Bewerberfeld erzielte Wasserminister Annageldi Orazberdiýewiç Ýazmyradow mit 1,07 % der abgegebenen Stimmen das beste Ergebnis. Mit der Verkündigung der Ergebnisse bestätigte die Zentrale Wahlkommission die Wiederwahl des Präsidenten, der dadurch für eine weitere, fünfjährige Amtszeit bis 2017 legitimiert war.

## Bewertung
Bei ausländischen Beobachtern und der turkmenischen Exil-Opposition wurde die Wahl als undemokratisch bezeichnet und massive Grundrechtsverletzungen und Wahlmanipulationen kritisiert. Die OSZE hatte in Anbetracht der offensichtlichen Demokratiedefizite keine Beobachtermission am Wahltag nach Turkmenistan entsandt, sondern lediglich eine Bedarfsermittlungsmission im Vorfeld der Wahl. Diese lobte einzelne Weiterentwicklungen des Wahlrechts und der Organisation der Wahl, kam aber zu dem Urteil, dass auf Grund grundlegender Mängel bei der Entwicklung einer Demokratie in Turkmenistan die Entsendung einer vollwertigen Beobachtungsmission nicht zielführend sei. Die Gemeinschaft Unabhängiger Staaten hingegen entsandte eine solche Beobachtermission. Diese kam zu dem Schluss, dass die Wahl in Turkmenistan insgesamt demokratische Standards eingehalten habe. Demnach hatten einzelne Unregelmäßigkeiten den Ablauf der Wahl nicht ernsthaft beeinflusst. Wahlsieger Berdimuhamedow dankte nach der Wahl allen turkmenischen Staatsbürgern, die ihre Stimme abgegeben hatten. Seinen deutlichen Sieg wertete er als Ergebnis seiner bisherigen Amtsführung. Für die Zukunft kündigte er die Wahrung der Rechte und Freiheiten der turkmenischen Bürger in Übereinstimmung mit der Verfassung des Landes, die Entwicklung eines Mehrparteiensystems und die Fortsetzung der auf Neutralität bedachten Außenpolitik Turkmenistans an.